# シェルビーの事件ファイル
シェルビーの事件ファイル (The Mystery Files of Shelby Woo)は、アメリカ合衆国のニコロデオンで1996年から1999年にかけて放送されたテレビドラマ。日本では1999年4月から2000年1月にかけてNHK教育で火曜18時45分 - 19時10分に放送されていた。過去にはニコロデオン（2003年7月20日 - 2003年10月12日、2003年10月19日 - 2004年8月29日）、ミステリチャンネル（2006年6月15日 - 不明）でも放送したことがある。

## 番組の歴史
ニコロデオンは一度に1つの新しい番組を作っていたが、すでにスペース・ケースというテレビドラマを製作に取り組んでいたため、本作は1996年3月に6話分を視聴率の試みとして先行放送を行った。その試みで成功が叶い、ニコロデオンは1997年1月頃のSNICKで本作を再び紹介し、7話分の新エピソードを追加した。第3シリーズでは、予定されていた13話分のうち8話分が、クルーのトラブルにより制作が中止された。本作の予算は国際映画劇場労働組合からの要求に応えなかった関係からか、ビデオテープではなくフィルムで撮影されていた。1998年2月にはモントリオールで撮影するよう制作は再開、シーナーが本作の共同制作に合意した結果、この番組の舞台設定はフロリダ州・ココアビーチからマサチューセッツ州・ボストンに変更された。
この番組は、おじいさんと一緒に暮らしている少女探偵シェルビーが、視察力・記憶力で謎の事件を次々に解決していくテレビドラマである。

## 登場人物
シェルビー・ウー
演 - アイリーン・ウー、声 - 竹田まどか（日本語吹き替え版）
謎解きが得意な主人公、ドジは踏むけど探偵の素質は抜群。シーズン3まではフロリダ州ココアビーチに住んでいたが、シーズン4で家政婦のおじいちゃんとボストンへ移住した。シェルビーはティーンエイジャーの設定だったが、番組が終わるまでアイリーンは24歳だった。
マイケル・ウー
演 - パット・モリタ、声 - 中村正（日本語吹き替え版）
シェルビーのおじいさん。両親が中国に滞在している間は、マイクがシェルビーの世話をしている。昔はPDで探偵をしていたことがあり、シェリーを心配していたことがある。
シンディー・オーネット
演 - プレスレーサ・エドワーズ、声 - 鈴木佳由（日本語吹き替え版）
シェルビーの友達、ココアビーチ出身。とても元気な少女で、シェルビーみたいに事件に巻き込まれることがとても好意的。
ノア・アレン
演 - アダム・ブッシュ、声 - 杉山大（日本語吹き替え版）
シェルビーの友達の少年。俳優になりたいと思っているものの、事件に巻き込まれるのは苦手。
ハインライン刑事
演 - スティーブ・パーニック、声 - 岩崎ひろし（日本語吹き替え版）
ココアビーチPDの刑事。シェルビーの元上司だが、ハインラインが調査に関わるとシェルビーは嫌がる。
シャロン・デランシー
演 - エレン・デヴィッド、声 - 立石涼子（日本語吹き替え版）
ボストンPDに勤務している警部、シェルビーの上司。シェルビーの協力にはあまり満足していないが、それに乗ることがある。
アンジェラ・バーンズ
演 - エレノア・ノーブル、声 - 本美奈子（日本語吹き替え版）
シェルビーの友達の少女、ボストン出身。アンジーは科学が得意で、それを事件の証拠として調べることもある。
ヴィンセント・ロザニア
演 - ノア・クラール、声 - 川島得愛（日本語吹き替え版）
シェルビーの友達の少年、ボストン出身。シェルビーがボストンで最初に起こした事件の犯人で、シェルビーの恋人。
モルドーン
演 - アンジェロ・ツァロシャス、声 - 不明（日本語吹き替え版）
ウィル
演 - ジョシュア・ハルト、声 - 不明（日本語吹き替え版）
クリスティー・セイヤーズ
演 - ジェニファー・フィニガン、声 - 不明（日本語吹き替え版）
第4シリーズに登場したシェルビーの敵、シェルビーよりも事件を解決しようとするが失敗する。

## 各話リスト
日本での放送順。アメリカでは全41話が放送されたが、日本では全39話まで放送された。

### シーズン1
| 日本話数 | オリジナル話数 | 日本語版タイトル                                 | オリジナル版タイトル  | 日本放送日                |
| -------- | -------------- | ------------------------------------------------ | --------------------- | ------------------------- |
| 1-2      | 1-2            | 偽造チケットの謎（前編）偽造チケットの謎（後編） | Hot Seats             | 1999年4月6日1999年4月13日 |
| 3        | 3              | アリバイを崩せ                                   | Wipeout               | 1999年4月20日             |
| 4        | 4              | 海の財宝伝説                                     | Fool's Gold           | 1999年4月27日             |
| 5        | 5              | 消えたイルカ                                     | The Missing Dolphin   | 1999年5月4日              |
| 6        | 6              | 誘拐された宇宙飛行士                             | The Missing Astronaut | 1999年5月11日             |

### シーズン2
| 日本話数 | オリジナル話数 | 日本語版タイトル | オリジナル版タイトル         | 日本放送日    |
| -------- | -------------- | ---------------- | ---------------------------- | ------------- |
| 7        | 7              | ワニは目撃者     | The Alligator Mystery        | 1999年5月18日 |
| 8        | 8              | 嵐の夜の出来事   | Eye of the Storm             | 1999年5月25日 |
| 9        | 9              | 怪盗野良猫       | The Alley Cat                | 1999年6月1日  |
| 10       | 11             | 真夜中の落書き   | Tag, Not It                  | 1999年6月8日  |
| 11       | 12             | 奇妙な電子音     | The Case of the Knockout Gas | 1999年6月15日 |
| 12       | 10             | 炎に隠された謎   | The Smoke Screen Case        | 1999年6月22日 |
| 13       | 13             | よくにたふたり   | Two Faced                    | 1999年6月29日 |

### シーズン3
| 日本話数 | オリジナル話数 | 日本語版タイトル       | オリジナル版タイトル      | 日本放送日    |
| -------- | -------------- | ---------------------- | ------------------------- | ------------- |
| 14       | 14             | 犯人はハインライン刑事 | The Hit and Run Case      | 1999年7月6日  |
| 15       | 15             | ウミガメを守る会       | The Shell Game Mystery    | 1999年7月13日 |
| 16       | 16             | 自然体験ツアー         | Mystery in the Wilderness | 1999年7月20日 |
| 17       | 17             | レッド・カード         | The Mascot Mystery        | 1999年7月27日 |
| N/A      | 18             | N/A                    | The Hot Dog Mystery       | 日本未放送    |
| 18       | 20             | 失われた記憶のなぞ     | The John Doe Mystery      | 1999年8月3日  |
| 19       | 19             | シェルビーの初舞台     | The Macbeth Mystery       | 1999年8月10日 |
| 20       | 21             | 最後の事件             | The Seminole Mystery      | 1999年8月24日 |

### シーズン4
| 日本話数 | オリジナル話数 | 日本語版タイトル           | オリジナル版タイトル                | 日本放送日     |
| -------- | -------------- | -------------------------- | ----------------------------------- | -------------- |
| 21       | 22             | 英雄伝説                   | The Paul Revere Mystery             | 1999年8月31日  |
| 22       | 23             | 整備工場に潜む影           | The Spare Parts Mystery             | 1999年9月7日   |
| 23       | 24             | 復しゅうのミス・コンテスト | The Skin Deep Mystery               | 1999年9月14日  |
| 24       | 25             | いたずらオモチャ           | The Itchy Shorts Mystery            | 1999年9月21日  |
| 25       | 26             | カレンダーの証言           | The Robot Mystery                   | 1999年9月28日  |
| 26       | 27             | アートの値打ち             | The Art Attack Mystery              | 1999年10月5日  |
| 27       | 28             | 密室盗難事件               | The Baseball Fan Mystery            | 1999年10月12日 |
| 28       | 29             | 決定的瞬間                 | The Yearbook Mystery                | 1999年10月19日 |
| 29       | 30             | UFO現わる                  | The UFO Mystery                     | 1999年10月26日 |
| 30       | 31             | 幽霊屋敷                   | The Haunted House Mystery           | 1999年11月2日  |
| 31       | 32             | 月の石のミステリー         | The Moon Rock Mystery               | 1999年11月9日  |
| 32       | 33             | ファベルジェの卵           | The Egg Mystery                     | 1999年11月16日 |
| 33       | 34             | 選挙は泥仕合               | The Jinxed Campaign Mystery         | 1999年11月23日 |
| 34       | 35             | スター誘拐事件             | The Movie Star Mystery              | 1999年11月30日 |
| 35       | 36             | 名馬スティービー           | The Racetrack Mystery               | 1999年12月7日  |
| 36       | 37             | 危険なオモチャ             | The Toy Store Mystery               | 1999年12月14日 |
| 37       | 38             | デランシー警部危うし       | The Mystery Under Our Noses         | 1999年12月21日 |
| 38       | 39             | めでたしクリスマス         | The Mystery of The Mice That Roared | 1999年12月28日 |
| 39       | 40             | ミステリートレイン         | The Train Mystery                   | 2000年1月4日   |
| N/A      | 41             | N/A                        | The Big Cheese Mystery              | 日本未放送     |

## スタッフ
オリジナル版
- 製作 - アラン・グッドマン
- 共同プロデューサー - ミシュラン・シャーレ、ロナルド・A・ワインバーグ
- プロデューサー - アンジェリカ・バーテンバック＝キッド、アラン・グッドマン
- 企画 - スチュアート・ハーディング
- 撮影ディレクター - マーク・シャルルボワ
- 編集 - テレサ・デ・ルカ
- 美術監督 - ジャイルス・アリード
- 製作 - アウト・オブ・マイ・マイント・プロダクション、ニコロデオン・プロダクション、シーナー
- 配給 - バイアコムCBSドメスティック・メディア・ネットワークス

日本語版
- 台本 - 松原桂子
- 演出 - 壷井正
- 調整 - 藤樫衛
- 効果 - 三浦拓也、猪飼和彦
- 日本語版制作 - グロービジョン、NHKエンタープライズ21